# Da Capo (visual novel)
Pour les articles homonymes, voir Da Capo (homonymie).
Da Capo (～ダ・カーポ～, Da Kāpo, souvent abrégé D.C., dc ou dc1) est un visual novel japonais pour adultes développé par Circus qui a ensuite été adapté sous de nombreuses formes. Le jeu est traduit par MangaGamer et sort traduit le 25 décembre 2008.

## Trame
L'histoire est centrée sur Jun'ichi Asakura, qui vit avec sa sœur adoptive Nemu à Hatsune, une île fictive en forme de croissant où les cerisiers fleurissent toute l'année, où ils fréquentent le lycée nommé Académie Kazami (風見学園, Kazami Gakuen). Sur cette île, les gens ont des pouvoirs et des attributs mystérieux, qui proviennent du cerisier magique. Jun'ichi peut voir les rêves des autres. L'une de ses amis, Kotori Shirakawa (白河 ことり, Shirakawa Kotori), est une idole du lycée qui peut « lire dans les pensées ». Un jour, à la surprise de Jun'ichi, sa cousine Sakura Yoshino (芳乃 さくら, Yoshino Sakura) revient des États-Unis d'Amérique tout à coup. Elle ressemble exactement à la fille qui a déménagé il y a six ans, et n'a pas pris une ride. Elle est revenue pour rappeler à Jun'ichi la promesse passée lors de leur enfance.

## Personnages[1]

### Personnages principaux
- Jun'ichi Asakura (朝倉 純一, Asakura Jun'ichi?) - Le protagoniste de Da Capo.
- Nemu Asakura (朝倉 音夢, Asakura Nemu?) - La sœur adoptive de Jun'ichi.
- Miharu Amakase (天枷 美春, Amakase Miharu?) - Une amie d'enfance proche de la famille Asakura.
- Tamaki Konomiya (胡ノ宮 環, Konomiya Tamaki?) - Une étudiante transférée dans la classe de Jun'ichi.
- Kanae Kudou (工藤 叶, Kudou Kanae?) - Un ami et camarade de classe de Jun'ichi.
- Mako Mizukoshi (水越 眞子, Mizukoshi Mako?) - Une amie proche de Nemu et sœur de Moe.
- Moe Mizukoshi (水越 萌, Mizukoshi Moe?) - La sœur ainée de Mako.
- Izumiko Murasaki (紫 和泉子, Murasaki Izumiko?) - Un alien piégé sur Terre à des années-lumière de chez lui. Il travaille à mi-temps en tant que mascotte. Son nom est en réalité inconnu, son alias est basé sur les noms des poétesses japonaises Murasaki Shikibu et Izumi Shikibu.
- Misaki Sagisawa (鷺澤 美咲, Sagisawa Misaki?) - Une fille timide qui s'est faite transformer par le cerisier en son chat, Yoriko. Cette transformation ne lui a en fait que donné des oreilles de chats.
- Nanako Saitama (彩珠 ななこ, Saitama Nanako?) - Une jeune mangaka de shōjo mangas. Populaire sous le nom de plume Ayako Tamagawa (玉川 綾子, Tamagawa Ayako?), elle est sous pression constante pour écrire de nouveaux chapitres de sa dernière série nommée « Magical Chiffon ».
- Kotori Shirakawa (白河 ことり, Shirakawa Kotori?) - L'idole du lycée. Elle s'est intéressée puis rapprochée de Jun'ichi car il était le seul à ne pas l'idolâtrer.
- Alice Tsukishiro (月城 アリス, Tsukishiro Alice?) - Une métisse mi-japonaise, mi-nord-européenne. Elle a perdu ses parents quand elle était petite et vit donc seule avec son majordome Seba et plusieurs autres personnes à son service dans un manoir sur Hatsunejima. Ayant passé du temps dans un cirque, elle a des réflexes exceptionnels, mais est incapable de nager. Elle est également très proche de Miharu qui est dans la même classe qu'elle et Aisia qui vient de la même région qu'elle. Incapable de parler ou d'exprimer ses sentiments, elle communique avec les autres à travers sa marionnette Philos.
  - Philos (ピ ロ ス, Pirosu?) - La marionnette d'Alice. Elle obtient la capacité de parler au nom d'Alice grâce au pouvoir du cerisier magique.
- Sakura Yoshino (芳乃 さくら, Yoshino Sakura?) - La cousine et le premier amour de Jun'ichi. C'est une fille pleine d'entrain qui montre une grande affection envers Jun'ichi, au grand désarroi de Nemu. Malgré le passage de plusieurs années, son apparence reste en grande partie inchangée par rapport à ce que Jun'ichi et Nemu se souviennent. Elle est plus vieille que Jun'ichi et possède un QI de 180.

### Personnages secondaires
- Koyomi Shirakawa (白河 暦, Shirakawa Koyomi?) - La professeur principale de Jun'ichi, l'un des professeurs de sciences de la faculté et la sœur aînée de Kotori.
- Suginami (杉並, Suginami?) - Un camarade de classe de Jun'ichi et Nemu et donne souvent des conseils à Jun'ichi sur les relations filles-garçons. Bien qu'il soit un excellent athlète, un élève de haut niveau et qu'il soit beau, sa personnalité étrangement dérangeante pousse la plupart des gens à garder leurs distances avec lui. Il aime taquiner Mako et entraîner Jun'ichi dans diverses situations.
- Tomoko Morikawa (森川 知子, Morikawa Tomoko?) - Une membre du groupe dirigé par Kotori, où elle joue de la basse. C'est une amie fidèle qui est toujours prête à aider ses camarades de groupe. Elle agit parfois comme une tête en l'air.
- Kanako Saeki (佐伯 加奈子, Saeki Kanako?) - Une pianiste du groupe formé avec Kotori et Tomoko. Cette fille a des sentiments particuliers pour son frère, qui se transforment parfois en fantasmes érotiques. Il n'est donc pas surprenant que son surnom « Mikkun » vienne du nom de son frère, Mikihiko.
- Seba (瀬場, Seba?) - Le majordome d'Alice. Son nom complet est Sebastian (セバスチャン, Sebasuchan?, (fr) Sébastien).
- Sayaka Shirakawa (白河 さやか, Shirakawa Sayaka?) - Sayaka est une jeune femme souvent incomprise, ignorée et détestée par les villageois de Tokiwa à cause de son père, Ritsu-sensei, qui est un peintre excentrique qui excelle dans l'art de la « Mort ». Sa passion pour la peinture s'est également transmise à Sayaka. Le monde de la peinture est devenu un sanctuaire pour Sayaka et on la voit souvent peindre dans l'atelier d'art de sa famille avec son seul ami de confiance, Kamishiro Souji. Bien qu'elle soit plus âgée que Souji, elle se comporte parfois comme son cadet, au point de lui demander d'être son tuteur. Lorsqu'elle se sent fatiguée ou qu'elle n'a rien d'autre à faire, on la voit toujours faire une sieste dans le hamac près de sa maison.

### Animaux
- Bridge Choukan (ブリッヂ長官, Bridge Choukan?) - Une chèvre mystérieuse, qui a reçu le surnom de "Bridge Choukan". Elle accompagne parfois Suginami, et joue un certain rôle dans ses farces. Cet animal est le pire cauchemar de Nanako, puisque le manga qu'elle dessine est le plat préféré de Bridge Choukan.
- Utamaru (うたまる, Utamaru?) - Un chat blanc. Son apparence est plutôt inhabituelle, et il se déplace souvent en sautant plutôt qu'en rampant. Sakura affirme qu'Utamaru n'est pas son chat même s'ils sont souvent ensemble.

## Système de jeu
Da Capo est un visual novel, on suit une histoire, tout en admirant les images et les animations des personnages. Un fond musical accompagne le tout. Les voix des personnages sont également présentes.
Les interactions du joueur se limitent donc à faire des choix, cliquer pour lire le texte suivant, ou faire défiler les images et les sons. L'option de défilement automatique réduit presque les interactions du joueur à zéro ; seul la sélection de choix demande une interaction du joueur quand ce mode est actif.
Le jeu possède plusieurs histoires (appelées routes). À certains moments, le joueur se voit donc proposer un choix qui influencera l'histoire, la faisant évoluer dans une direction ou une autre.

## Accueil
Selon un classement national des ventes des jeux bishōjo au Japon, la version originale de Da Capo pour Windows a atteint son apogée en tant que premier jeu du classement. Dans le numéro d'octobre 2007 du Dengeki G's Magazine, les résultats du sondage pour les 50 meilleurs jeux bishōjo ont été publiés. Sur 249 titres, Da Capo s'est classé sixième avec 61 votes.

## Adaptations

### Novels
Beaucoup de novels ont été écrits en se basant sur Da Capo et ses autres versions. La première série de novels basée sur le jeu original était une série de six novels écrites par Tasuku Saika entre décembre 2002 et février 2004.

### Drama CD
Beaucoup de drama CD ont été produits en se basant sur le visual novel original de Da Capo et son adaptation animé. Le premier drama CD, intitulé Shunshoku no Shima (春色の島), est sortie par Lantis le 22 janvier 2003. Un drama CD intitulé Nemu Hajime (音夢はじめ) a été sortie par Circus en version limitée mais n'a pas été distribué largement. Pour la première saison de l'anime, six drama CD ont été sortis entre le 22 juillet 2004 et le 26 avril 2005 puis trois drama CD supplémentaires pour la seconde saison de l'anime entre le 25 janvier 2006 et le 7 juin 2006.

### Manga
Il existe deux adaptations mangas de Da Capo. Le premier manga a été illustré par Natsuki Tanihara et a été publié dans le magazine Comptiq de Kadokawa Shoten entre le 10 février 2003 et le 10 avril 2004. Deux tankōbon sont ensuite sortis pour le premier manga. Le second manga a été illustré par Cherish et a été publié dans Comptiq entre le 10 août 2004 et le 10 juillet 2006. Trois volumes ont été publiés pour le second manga.

### Anime
Il y a eu deux séries d'anime et un OVA basée sur Da Capo. La première série d'anime a été produite par le studio d'animation japonais Zexcs et réalisée par Nagisa Miyazaki. Elle a été diffusée au Japon entre le 11 juillet 2003 et le 27 décembre 2003 et s'est étalée sur 26 épisodes. Les sept premiers épisodes de la série ont été diffusés avec des image songs interprétées par les actrices japonaises qui ont chanté les personnages féminins principaux, tandis que les épisodes 8 à 14 et 16 à 21 ont été diffusés avec des épisodes secondaires, l'épisode 22 et suivants étant diffusés en intégralité, pendant environ 24 minutes. La deuxième série d'anime, Da Capo : Second Season, a été produite par Feel et réalisée par Munenori Nawa. La série s'est également étendue sur 26 épisodes et a été diffusée au Japon entre le 2 juillet 2005 et le 24 décembre 2005. Une série OVA en deux épisodes intitulée Da Capo : If, produite par Zexcs et dont le personnage principal est Kotori Shirakawa, est sortie en deux coffrets DVD contenant la première et la deuxième série d'anime. Le premier coffret DVD, contenant la première série d'anime et le premier épisode OVA, est sorti le 25 décembre 2008. Le second coffret DVD, contenant la seconde série d'anime et le second épisode OVA, est sorti le 25 mars 2009.
La première série d'anime comportait quatre thèmes musicaux, un thème d'ouverture et trois thèmes de fin. Le thème d'ouverture est Sakura Saku Mirai Koi Yume (サクラサクミライコイユメ, Sakura Saku Mirai Koi Yume, litt. « Rêve d'amour du futur où fleurissent les sakura ») chanté par Yozuca*, bien qu'il ait été utilisé comme thème de fin pour le premier et le dernier épisode. Le premier thème de fin est Mirai e no Melody (未来へのMelody, Mirai e no Melody, litt. « Mélodie pour l'avenir ») de CooRie, qui a été utilisé dans les épisodes 2 à 7, 9 à 14 et 16 à 20. Le deuxième thème de fin est Utamaru Ekaki Uta (うたまるえかき唄, Utamaru Ekaki Uta, litt. « Chanson du dessin d'Utamaru ») de Haruko Momoi, utilisé dans les épisodes 8 et 15. Le troisième thème de fin est Sonzai (存在, Sonzai, litt. « Existence ») de CooRie et a été utilisé dans les épisodes 21 à 25, mais a également servi de thème d'ouverture pour le dernier épisode.
La deuxième série d'anime comportait trois thèmes musicaux, un thème d'ouverture et deux thèmes de fin. Le thème d'ouverture est Sakurairo no Kisetsu (サクライロノキセツ, Sakuraironokisetsu, litt. « La saison des sakuras en fleurs ») de Yozuca*, bien que la version du premier épisode n'utilise pas la version chantée. Le premier thème de fin est Akatsuki ni Saku Uta (暁に咲く詩, Akatsuki ni saku uta, litt. « La poésie s'épanouissant à l'aube ») de CooRie et a été utilisé dans les épisodes 1 à 23, ainsi que dans l'épisode final. Le deuxième thème de fin est Kioku Love Letter (記憶ラブレター, Kioku raburetā, litt. « Lettre d'amour de la remémoration ») de CooRie, utilisé dans les épisodes 24 et 25.
Aucune saison ou OVA n'a été édité en France.

## Traductions
Le jeu est traduit officiellement par MangaGamer et sort traduit le 25 décembre 2008.
Il n'existe que deux traductions amatrices pour ce jeu : une anglaise publiée avant l'officielle de MangaGamer, et une en chinois mandarin publiée en 2010. Elles sont sorties respectivement environ 5 et 8 ans après la sortie du jeu original.

## Suites
| Jeu                                                | Plateforme(s)                                                           | Date de première sortie |
| -------------------------------------------------- | ----------------------------------------------------------------------- | ----------------------- |
| D.C. II ~Da Capo II~ (D.C.II ～ダ・カーポII～)     | Microsoft Windows, PS2, Lecteur DVD, PSP, Android, IOS, Lecteur Blu-Ray | 26 mai 2006             |
| D.C. III ~Da Capo III~ (D.C.III ～ダ・カーポIII～) | Microsoft Windows, PSP                                                  | 27 avril 2012           |
| D.C.4 ~Da Capo 4~ (D.C.4 ～ダ・カーポ4～)          | Microsoft Windows, PS4, Switch                                          | 31 mai 2019             |